# Agrypon delarvatum
Agrypon delarvatum är en stekelart som först beskrevs av Johann Ludwig Christian Gravenhorst 1829.  Agrypon delarvatum ingår i släktet Agrypon och familjen brokparasitsteklar. Inga underarter finns listade i Catalogue of Life.